# Phthorarcha primigena
Phthorarcha primigena là một loài bướm đêm trong họ Geometridae.